# Macarena Cabrillana
Macarena Andrea Cabrillana Sanhueza (* 31. März 1992 in Santiago de Chile) ist eine chilenische Rollstuhltennisspielerin.

## Karriere
Macarena Cabrillana ist querschnittgelähmt, seit sie wegen einer Depression im Alter von 16 Jahren einen Suizidversuch unternahm und aus dem fünften Stockwerk eines Gebäudes sprang. Während der Rehabilitation begann sie mit dem Rollstuhltennis, im April 2008 stand sie bereits auf Position acht der Juniorenweltrangliste. Auf der ITF-Tour konnte sie zahlreiche Turniere niedrigerer Kategorie im Einzel oder Doppel gewinnen. Sie nahm als erste Spielerin aus Chile an den Rollstuhlwettbewerben von Grand-Slam-Turnieren teil, dabei konnte sie im Doppel zweimal das Halbfinale erreichen.
Seit 2013 tritt sie regelmäßig beim World Team Cup für Chile an.
Cabrillana nahm zweimal an Parapanamerikanischen Spielen teil. 2019 in Lima verlor sie im Finale gegen Angélica Bernal und gewann damit Silber, 2023 in Santiago de Chile kam Bronze hinzu: Im Halbfinale unterlag sie erneut Bernal, das anschließende Spiel um Bronze konnte sie in drei Sätzen gegen María Florencia Moreno für sich entscheiden.
Macarena Cabrillana hat sich dreimal für Paralympische Spiele qualifizieren können. 2016 in Rio erreichte sie das Achtelfinale, dort unterlag sie der späteren Bronzemedaillengewinnerin Yui Kamiji. Im Doppel blieb sie an der Seite von Francisca Mardones in ihrem Auftaktmatch gegen die Britinnen Lucy Shuker und Jordanne Whiley ohne Spielgewinn. Bei den Spielen 2021 in Tokio traf sie in der ersten Runde auf die Weltranglistenerste Diede de Groot und verlor klar in zwei Sätzen. In Paris zog sie 2024 durch einen ungefährdeten Sieg gegen Zuleinny Rodríguez in das Achtelfinale ein, die Chinesin Zhu Zhenzhen erwies sich dort aber als zu stark.

## Leistungsbilanz bei den Grand-Slam-Turnieren

### Einzel
| Turnier         | 2021 | 2022 | 2023 | 2024 | 2025 | Karriere |
| --------------- | ---- | ---- | ---- | ---- | ---- | -------- |
| Australian Open | VF   | –    | 1    | –    | 1    | VF       |
| French Open     | –    | 1    | 1    | –    | 1    | 1        |
| Wimbledon       | –    | –    | –    | –    | 1    | 1        |
| US Open         | –    | 1    | –    |      |      | 1        |

### Doppel
| Turnier         | 2021 | 2022 | 2023 | 2024 | 2025 | Karriere |
| --------------- | ---- | ---- | ---- | ---- | ---- | -------- |
| Australian Open | HF   | –    | VF   | –    | VF   | HF       |
| French Open     | –    | HF   | VF   | –    | VF   | HF       |
| Wimbledon       | –    | –    | –    | –    | HF   | HF       |
| US Open         | –    | VF   | –    |      |      | VF       |

Zeichenerklärung: S = Turniersieg; F, HF, VF, AF = Einzug ins Finale / Halbfinale / Viertelfinale / Achtelfinale; 1, 2, 3 = Ausscheiden in der 1. / 2. / 3. Hauptrunde; nicht ausgetragen